# François Drolet
François Drolet, né le 16 juillet 1972 à Sainte-Foy au Québec, est un patineur de vitesse sur piste courte canadien.
Il a remporté le titre olympique lors des Jeux olympiques d'hiver de 1998 à Nagano au Japon dans l'épreuve du relais sur 5000m.

## Palmarès

### Jeux olympiques
- Champion olympique en relais sur 5 000 m aux Jeux olympiques d'hiver de 1998 à Nagano ( Japon)

## Honneurs
- 1998 : Médaille de l'Assemblée nationale[1]